# Gabriel Milito
Gabriel Alejandro Milito (* 7. September 1980 in Bernal) ist ein ehemaliger argentinischer Fußballspieler kalabrischer Abstammung und ist der Bruder von Diego Milito.

## Vereine
Aus der Jugend von CA Independiente hervorgegangen, rückte Milito 1997 in die erste Mannschaft auf und war für diese bis 2003 aktiv. 2002 gewann er mit Independiente das Apertura-Turnier um die argentinische Fußballmeisterschaft und wurde zudem zum Fußballer des Jahres gewählt.
2003 wechselte er nach Spanien zum Erstligisten Real Saragossa, mit dem er 2004 sowohl den spanischen Vereins- als auch anschließend den spanischen Superpokal gewann. Ab der Saison 2005/06 spielte Gabriel in Saragossa gemeinsam mit seinem Bruder Diego. Am 11. Juli 2007 wechselte Gabriel Milito für etwa 20 Millionen Euro zum FC Barcelona, bei dem er einen Vierjahresvertrag unterschrieb und jährlich vier Millionen Euro erhält.
Ein im Halbfinal-Rückspiel der Champions League 2007/08 gegen Manchester United erlittener Kreuzbandriss, zwang ihn in der Saison 2008/09 – als Barcelona das Triple gewann – zu pausieren.
Sein erstes Ligaspiel nach dieser langwierigen Verletzung absolvierte Milito am 10. Januar 2010 (17. Spieltag) beim 5:0-Auswärtssieg gegen CD Teneriffa, als er in der 85. Minute für Carles Puyol eingewechselt wurde. In der Saison 2009/10 bestritt Milito noch zehn weitere Ligaeinsätze und fünf Einsätze in der UEFA Champions League.
Einen Tag nach dem Gewinn der Meisterschaft 2010 verlängerte er seinen Vertrag bei Barcelona bis 2012.
Am 5. August 2011 wurde bekannt, dass Milito zu seinem Heimatverein CA Independiente zurückkehren werde. In Barcelona gewann er in vier Jahren 10 Titel, war aber zuletzt hinter Carles Puyol, Gerard Piqué und Javier Mascherano nur noch die Nummer 4 in der Innenverteidigung.
Am 12. Juni 2012 gab er seinen Rücktritt vom Profifußball bekannt.

## Nationalmannschaft
Nachdem Milito für die U-20-Nationalmannschaft zum Einsatz gekommen war, debütierte er am 20. Dezember 2000 in Los Angeles beim 2:0-Sieg über die Auswahl Mexikos. Sein erstes Länderspieltor erzielte er am 17. Oktober 2007 im Rahmen der Qualifikation zur Weltmeisterschaft 2010. Beim 2:0-Sieg über Venezuela in Maracaibo traf er zum 1:0. Der beidfüßige Innenverteidiger nahm sowohl am Konföderationen-Pokal 2005, als auch an der Weltmeisterschaft 2006 teil.

## Erfolge

### Vereine
- Spanischer Meister 2010, 2011
- Spanischer Pokal-Sieger 2004
- Spanischer Superpokal-Sieger 2004
- Champions-League-Sieger 2009, 2011
- Klub-Weltmeister: 2009
- Argentinischer Meister 2002 (Apertura)

### Nationalmannschaft
- Finalist der Copa América 2007
- WM-Teilnahme 2006
- U-20-Südamerikameister 1999

## Auszeichnungen
- Argentiniens Fußballer des Jahres 2002

## Sonstiges
Er ist der jüngere Bruder von Diego Milito, der bei Inter Mailand spielte. In der Saison 2009/10 spielten beide im Champions-League-Halbfinale gegeneinander; ein Novum in der Geschichte des Fußballs.